# Faltschließe

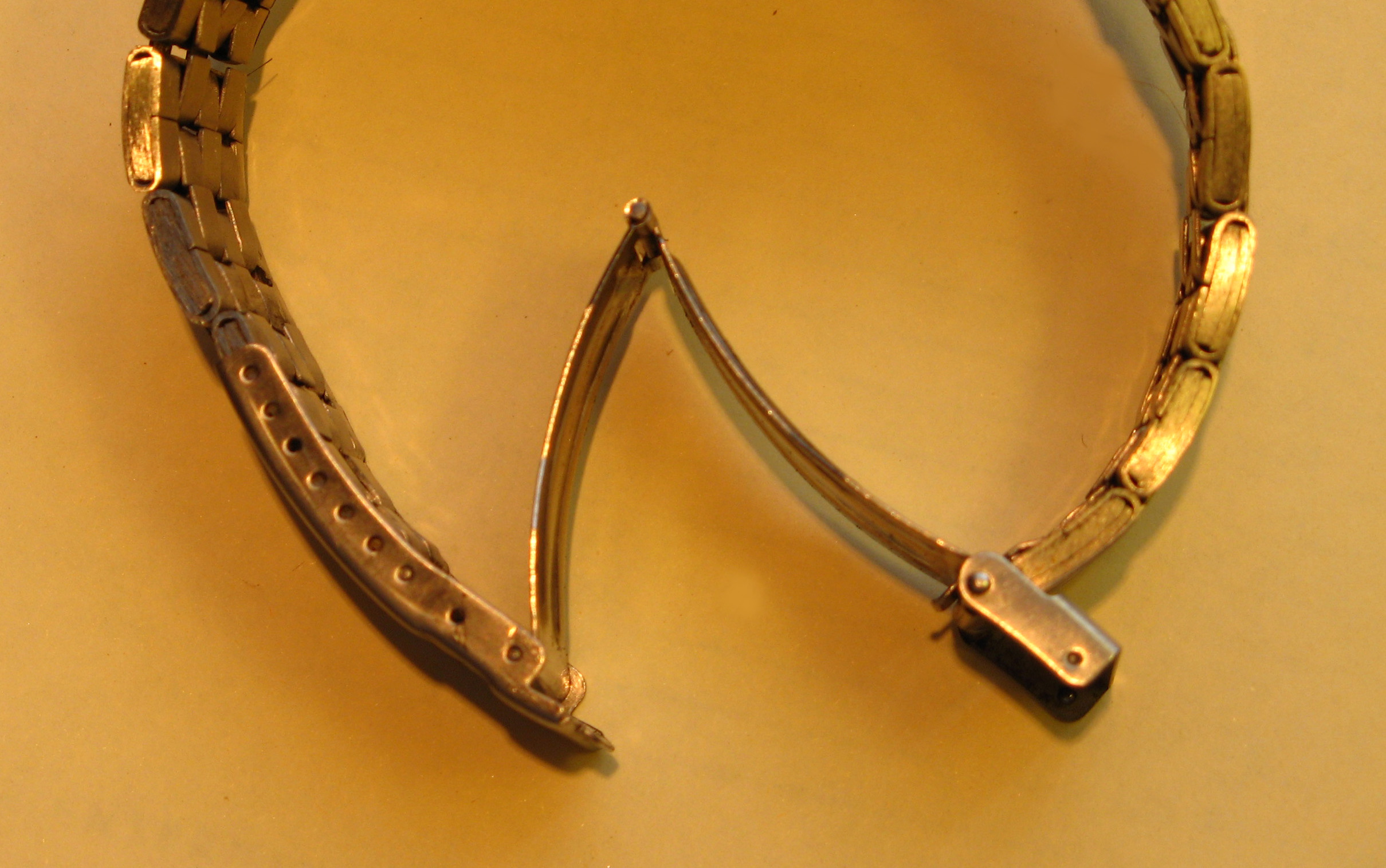
Einfache Faltschließe mit Metallgliederband

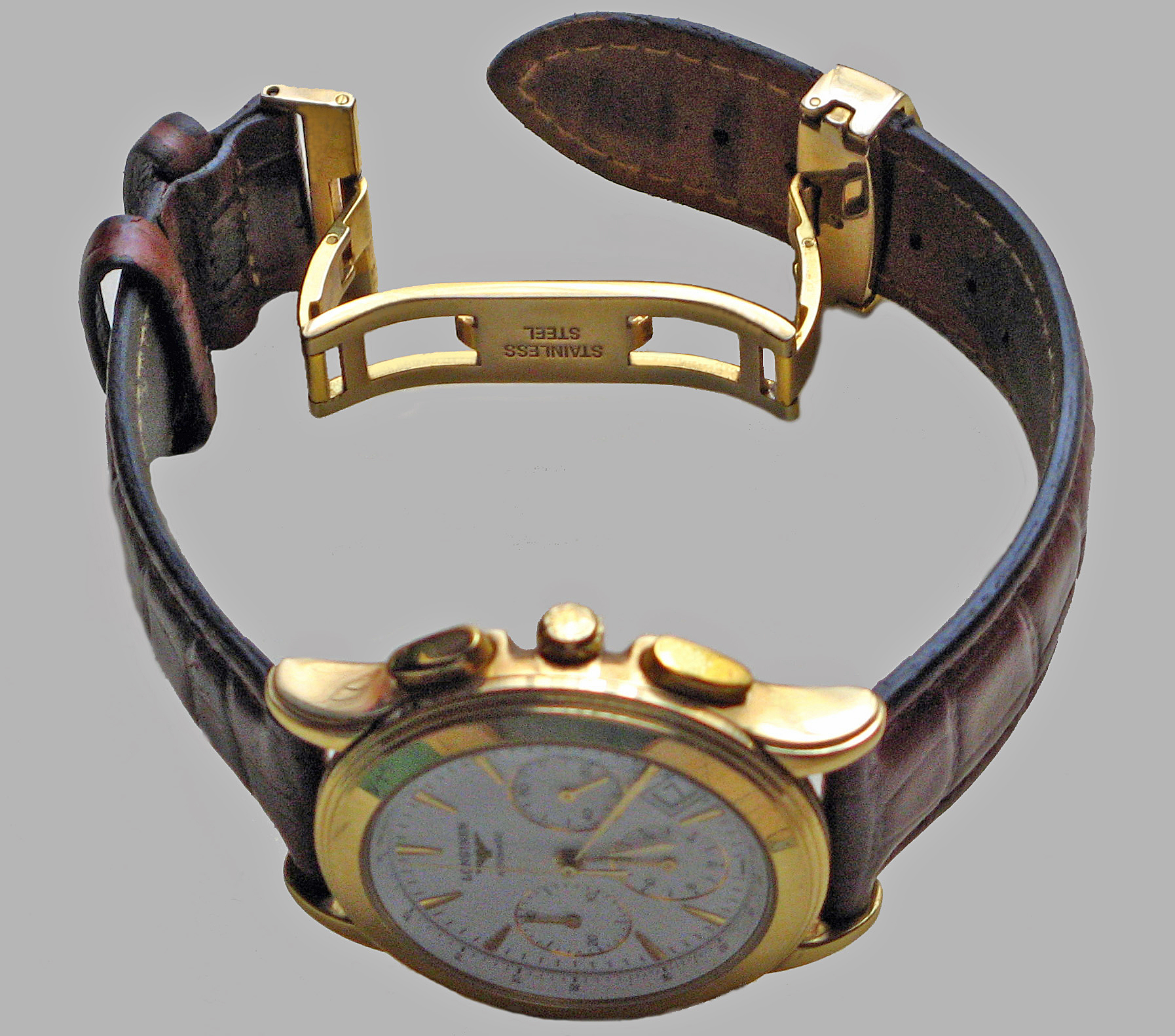
Butterfly-Faltschließe mit Lederarmband

Die Faltschließe ist eine Verschlussart bei Uhrarmbändern.
Sie findet sich am häufigsten bei Metallgliederbänden.
Lederarmbänder sind in der Regel mit der klassischen Dornschließe versehen. Beim häufigen An- und Ausziehen der Uhr wird das Leder an der Dornschließe geknickt und es entstehen dadurch Risse im Leder. Dies wird mit einer Faltschließe verhindert. Außerdem wird das An- und Ablegen der Uhr erleichtert. Die Faltschließe am Lederarmband findet vorwiegend Verwendung bei Uhren der oberen Preisklasse. Sie kann aber problemlos nachgerüstet werden.
Im Gegensatz zur Dornschließe wird bei der Faltschließe das Armband nicht vollständig geöffnet, sondern an Scharnieren aufgeklappt (aufgefaltet). Dadurch wird das Armband geweitet und kann vom Arm genommen werden. Die handelsüblichen Lederbänder werden mit Federstegen an der Faltschließe befestigt. Die Faltschließe ist in der Regel aus Edelstahl gefertigt, kann jedoch bei besonders hochwertigen Uhren auch aus Titan, Gold oder Platin bestehen.
Eine besondere Art der Faltschließe ist die Butterfly-Faltschließe, sie ist an Stelle der sonst üblichen drei Scharniere mit vier Scharnieren ausgestattet und kann damit weiter geöffnet werden.